# Josef Vosen
Josef Vosen (* 23. Juli 1943 in Berlin-Reinickendorf; † 21. August 2012 in Nafplion, Griechenland) war ein deutscher Politiker (SPD). Er war von 1984 bis 1999 Bürgermeister von Düren und engagierte sich sowohl für die Aufnahme von Flüchtlingen und die Stadtentwicklung. Für seine Verdienste wurde er 2012 zum Ehrenbürger dieser Stadt ernannt.

## Biografie
Nach dem Schulbesuch absolvierte Vosen zunächst eine dreijährige Lehre zum technischen Zeichner. 1960 begann er eine Ausbildung zum Maschinentechniker, die er 1962 an der Höheren Technischen Lehranstalt mit der Technikerprüfung abschloss. Ab 1963 arbeitete er als Konstrukteur in einem Kölner Ingenieurbüro für den Bau von Chemieanlagen und Düngemittelfabriken. Er erwarb 1967 im Abendstudium die Fachschulreife und nahm anschließend ein Studium der Verfahrenstechnik auf, das er 1971 an der Staatlichen Ingenieurschule Köln mit der Prüfung zum Diplom-Ingenieur abschloss. Von 1971 bis 1973 unterrichtete er an berufsbildenden Schulen im Kreis Düren. 1973 nahm er ein Studium der Volkswirtschaftslehre an der Universität zu Köln auf, das er 1977 mit dem Staatsexamen abschloss. Im Anschluss war er bis 1979 unterrichtend an berufsbildenden Schulen in Eschweiler tätig.
Vosen schloss sich der Gewerkschaft Erziehung und Wissenschaft an und war später Mitglied der IG Bergbau und Energie. Außerdem war er Mitglied der Arbeiterwohlfahrt. Als Karnevalist regierte er in der Session 1982/83 als Prinz Jupp III. die Dürener Narren.
Vosen wohnte im Dürener Stadtteil Mariaweiler. Er starb während eines Urlaubs in Griechenland an einem Herzinfarkt.

### Politik

#### Partei
Vosen war seit 1964 Mitglied der SPD. Er war von 1970 bis 1972 Vorsitzender des Unterbezirks Düren-Monschau-Schleiden, übernahm anschließend die Leitung des Unterbezirks Düren-Heinsberg und wurde 1974 zum Vorsitzenden des Unterbezirks Düren gewählt. Außerdem war er seit 1973 Vorstandsmitglied des SPD-Bezirks Mittelrhein. Von 1971 bis 1979 war er Mitglied im Landesausschuss der SPD Nordrhein-Westfalen.

#### Abgeordneter
Vosen war von 1969 bis 1982 Kreistagsmitglied des Kreises Düren und dort bis 1982 Vorsitzender der SPD-Fraktion.
Dem Deutschen Bundestag gehörte er vom 18. Oktober 1979, als er für den verstorbenen Abgeordneten Kurt Koblitz nachrückte, bis zu seiner Mandatsniederlegung am 3. Juni 1998 an. Er war stets über die Landesliste der SPD Nordrhein-Westfalen ins Parlament eingezogen. Von 1984 bis 1994 war er forschungspolitischer Sprecher der SPD-Bundestagsfraktion und von 1994 bis 1998 Mitglied des Auswärtigen Ausschusses.
Während dieser Zeit wurde er von der Bild-Zeitung auf der Titelseite als „Deutschlands faulster Abgeordneter“ bezeichnet, weil er kaum an Sitzungen des Bundestages  teilnehme. Er rechtfertigte sich damit, dass er an allen wichtigen Sitzungen und Abstimmungen teilgenommen hätte und ihm als ehrenamtlicher Bürgermeister die Zeit fehle, alle Sitzungen zu besuchen und dass ein Bäckermeister auch nicht im Schaufenster sitze.

### Öffentliche Ämter
Vosen war von 1984 bis 1998 ehrenamtlicher Bürgermeister und anschließend bis 1999 erster hauptamtlicher Bürgermeister der Stadt Düren. Während dieser Zeit bekam er den Spitznamen „Schöppe Jupp“ (Hochdeutsch: „Schaufel-Josef“), weil das von ihm initiierte Stadterneuerungsprogramm mit einer Vielzahl von „ersten Spatenstichen“ für neue Infrastrukturprojekte einherging. Wesentliche Maßnahmen der Stadtentwicklung während der Amtszeit von Josef Vosen waren die Pleußmühle, das Haus der Stadt mit Stadtbücherei, die Erweiterung der Fußgängerzone (Kaiserplatz, Wirteltorplatz, Ahrweilerplatz) sowie die Sanierung von Schloss Burgau.
Darüber hinaus war ein wesentlicher Teil seiner Amtsführung der Aufgabe gewidmet, die Zuwanderung von annähernd 10.000 Aus- und Übersiedlern, Asylbewerbern und Bürgerkriegsflüchtlingen (hauptsächlich aus dem ehemaligen Jugoslawien) nach Düren menschenwürdig zu begleiten und etwa durch die Erweiterung der öffentlichen Infrastruktur (z. B. Kindergärten und Schulen) sozialverträglich abzufedern. Auch während der größten Zuwanderungswellen musste in Düren kein Flüchtling in Containern oder Turnhallen untergebracht werden.
2000 wurde er zum Koordinator der Bundesregierung für Städtepartnerschaften mit Serbien und Montenegro berufen. Er initiierte auch die Städtepartnerschaft zwischen Düren und Gradačac.
Vosen war Vorsitzender des Arbeiterwohlfahrt-Bezirks Mittelrhein  von August 1989 bis Juni 1996. Sein Vorgänger als Bürgermeister war Hans Becker, sein Nachfolger wurde Paul Larue.

## Ehrungen
Am 1. Februar 2005 wurde Vosen mit dem Ehrenring der Stadt Düren ausgezeichnet. Im September 2008 ernannte die Partnerstadt Gradačac Vosen zum Ehrenbürger. Der Dürener Stadtrat beschloss am 7. Dezember 2011, den ehemaligen Bürgermeister zum achten Ehrenbürger zu ernennen. Vosen erhielt die Auszeichnung, die zuvor fünfzig Jahre lang nicht mehr verliehen worden war, am 15. März 2012.
Der Dürener Stadtrat hat im März 2013 beschlossen, den Rurpark in Birkesdorf nach dem Dürener Ehrenbürger in „Josef-Vosen-Park“ umzubenennen. Die Umbenennung erfolgte am 22. Dezember 2013.